# Ceratophysa rosea
Ceratophysa rosea is een zee-egel uit de familie Pourtalesiidae.
De wetenschappelijke naam van de soort werd in 1879 gepubliceerd door Alexander Agassiz.